# Lingua gǁana
La lingua gǁana (o ǁgana) è una lingua parlata nell'Africa sudoccidentale, appartenente alla famiglia delle lingue khoisan; è considerata parte del gruppo delle lingue khoe-kwadi, ramo settentrionale delle lingue khoisan. La lingua è conosciuta con diversi altri nomi (dxana, gǁana-khwe, gxana, gxanna, kanakhoe).
Il gǁana viene parlato da circa 2.000 persone stanziate nella parte centro-meridionale del Botswana, nella sezione meridionale del Kalahari, prevalentemente appartenenti a gruppi di cacciatori-raccoglitori, localmente impiegati come manodopera nell'allevamento estensivo del bestiame; buona parte dei parlanti è però bilingue o trilingue con altri idiomi della zona, come il naro o lo ǀgwi (idiomi molto simili, appartenenti allo stesso sottogruppo) o il tswana, lingua ufficiale del Botswana.
Il gǁana, analogamente alle altre lingue khoisan, è una lingua tonale ed è contraddistinta dalla presenza di numerose consonanti clic (prodotte facendo schioccare la lingua contro il palato o contro i denti); nella lingua gǁana sono presenti 4 clic di base: palatale, laterale, dentale e postalveolare, mentre non viene usato il clic bilabiale.